# Улаганский район
Улага́нский район или аймак (алт. Улаган аймак) — административно-территориальная единица и муниципальное образование (муниципальный район) в составе Республики Алтай Российской Федерации.
Административный центр — село Улаган.

## Физико-географическая характеристика

### Географическое положение
Улаганский район находится на востоке Республики Алтай. Граничит с Республикой Тыва, естественным рубежом является Шапшальский хребет. На юге граница с Кош-Агачским районом проходит по хребтам Чихачёва и Курайскому; а на западе район граничит с Онгудайским районом по Сумультинскому хребту; на северо-западе — с Чойским районом по Сумультинскому хребту. На севере граница с Турочакским районом проведена по отрогам хребтов Сумультинскому, Алтын-Туу, Момаргы.

### Рельеф
Хребты на территории района имеют северо-западное и широтное направление, высоты которых колеблются от 2500 до 3500 м над уровнем моря. Территория Улаганского района относится к Восточному Алтаю.
При рассмотрении орографической схемы района можно выделить 2 основные горные системы, разделяемые рекой Чулышман. Центральную часть района, восточнее указанной реки занимает громадное по площади Чулышманское нагорье с высотами от 1500 до 3110 м (гора Куркуребажи) и Улаганское плоскогорье западнее реки Чулышман с высотами от 2000 до 3446 м Вершина Куркуребажи и многие другие вершины поднимаются выше снеговой линии, которые в настоящее время лежат на высоте 2700— 2950 м.
Таким образом, орографию района составляют хребты: на востоке — Шапшальский, на юге — Чулышманский и Курайский, на западе хребет Тонгош, на северо-востоке — хребет Корбу. Шапшальский хребет с запада переходит в обширное Чулышманское плоскогорье, раскинувшееся от Телецкого озера до верховьев Чулышмана. Высоты его у Телецкого озера достигают  2300 м у озера Киндчектич-Коль. На северо-западе возвышается массив Сундрукиынтайга (2477 м), а середину плоскогорья перегораживает массив Куркуребажи (3110 м), смыкающийся через хребет Елобек-Кыр (2756 м.) с Шапшальский хребтом На юге возвышаются хребты Кийтыкуль (3066 м), Плоский (2801 м.) и отдельные массивы,высотой около 3000 м.
Шапшальский хребет — водораздел двух крупнейших речных систем С восточных склонов воды текут в бассейн Енисея, с западных — в бассейн реки Чулышман, несущий свои воды в Обь. От устья Башкауса до стыка с хребтом Чихачёва протянулся на 160 км в юго-восточном направлении Чулышманский хребет — водораздел двух  рек Башкауса и Чулышмана. От 2000 — 2100 м на северо-западе хребет понижается к юго-востоку на 500 — 600 м., образуя небольшую Улаганскую степь. Дальше хребет набирает высоту, которая на стыке с хребтом Чихачева уходит за 3000 м Почти в широтном направлении тянется водораздел рек Башкаус и Чуя — Курайский хребет. Начинаясь у истоков Башкауса, он стеной отгораживает Восточный Алтай на протяжении почти 130 км. Здесь можно выделить поверхности древнего пенеплена. Древний пенеплен в виде высокогорных равнин является наиболее характерным типом рельефа, занимающим небольшие площади. Это округлые вершины Чулышманского, Улаганского плато. Здесь широко распространены заболоченные пространства.

### Геологическое строение
В тектонике Улаганского района выделяют следующие структуры: Чулышманский антиклинорий, в рельефе соответствующий Чулышманскому плоскогорью, Телецкий горст на западе, Шапшальский антиклинорий, выраженный в рельефе Шапшальским хребтом, Башкаусский синклинорий между Чулышманскими и Телецкими выступами, на западе частично заходит Уйменско-Лебединский синклинорий. В тектоническом районировании выделяют Восточно-Алтайскую структурно-формационную зону, которая делится на Прителецкую подзону, Башкаусскую и Чулышманскую подзону, Уймено-Лебединскую подзону, входящих в Алтае-Саянскую складчатую систему и Саяно-Шапшальскую структурно-формационную зону в составе Западно-Саянской складчатой системы.
Распространение платформ района тесно связано с особенностями геологического строения и тектоническими сфуктурами, а также трёхкратным интрузивным и многогранным эффузионным магматическим циклом В Улаганском районе представлены различные полезные ископаемые. Из полиметаллических руд месторождения меди находятся в Чибите, кобальт и никель встречаются в виде примеси по рекам Башкаус и Чулышман. Признаки золотого оруднения известны в Прителецкой тайге. В Улаганской котловине, в Саратане по р. Башкаус, Чулышманском плоскогорье по р. Шавле встречаются свинец, цинк, медь в верховьях р. Кара-Кудюр (приток Башкауса), молибденовые месторождения, известны в юго-восточной части Улаганского нагорья в верховьях рек Аргымаш и Иолду. Большой интерес представляет район Курайского хребта, горные породы которого содержат киноварь, слюду и др. минералы. В северной части Курайского хребта находится Акташское ртутное месторождение жильного типа.
Рельеф района, как всего Алтая, был создан тектоническими движениями палеозойского возраста, каледонской и герцинской складчатостью более 300-600 млн лет тому назад. Затем в течение мезозойского и неогенового периодов (145 — 70 млн лет тому назад), он подвергался интенсивному размыву и к концу неогена (10 млн лет тому назад) представлял уже слегка холмистую поверхность, поднятую в разных местах на разные уровни. На рубеже верхнего неоген-четвертичного периода (9 млн лет тому назад) произошли неотектонические движения, проявившиеся в сводовых поднятиях и локальном перемещении отдельных тектонических структур. С их движениями связано возрождение на новую ступень Шапшальского хребта, образование Улаганской впадины, грабена Телецкого озера, Чейбокколя. Наряду с движениями вертикального характера в образовании и осложнении морфоструктур Горного Алтая определённое место принадлежит надвигам Геоморфологическое выражение надвига в Курайской тектонической зоне — это своеобразный уступ, который прослеживается вдоль южного склона Курайского хребта на участках р. Акташ — Ярлыг-Сакты.
В результате новейших тектонических движений неоген-четвертичного времени, древняя пенепленизированная поверхность была глубоко преобразована.

### Климат
Улаганский район приравнен к районам Крайнего Севера.
Климат района резко континентальный, с коротким жарким летом и длинной холодной зимой. Зимой континентальный воздух со стороны Монголии и Восточной Сибири, растекаясь между хребтами Алтая, приносит с собой сухую холодную и ясную погоду. Устойчивая антициклональная погода здесь задерживается на протяжении 5 — 6 месяцев.
Влияние воздушных течений, поступающих с Атлантического океана, прослеживается на высотах более 2000 — 3000 метров. Обычно они приносят осадки, умеряют летнюю жару и повышают температуру зимой. Для лета характерно относительно частая смена погоды, обусловленная резким подъёмом хорошо подогретого местного воздуха на большую высоту. Сравнительно высокие температуры поддерживаются интенсивным поступлением солнечной радиации, господством воздуха со стороны Казахстана и Средней Азии. Влияние холодного арктического воздуха нередко ощущается летом, и особенно в переходные сезоны года. Арктика проявляет себя мощным вторжением холодного воздуха, который вызывает резкое падение температуры и даже летние снегопады на перевалах и вершинах высоких горных хребтов. Климат отличается разнообразием в связи со сложностью рисунка орографии в высокогорье, в котловинах и долинах рек. Наличие сложного рельефа обеспечивает формирование местных ветров, например, на Телецком озере — это феновый тип.

#### Осадки
На территории Улаганского района выпадает 337 мм осадков в год. Количество дней с осадками около 41 дня. Продолжительность безморозного периода в воздухе составляет 52 дня, тогда как в низкогорных районах, например в Чемале — 119 дней, в Онгудае — 87 дней. Продолжительность периода с устойчивым снежным покровом 91 день. Средняя высота снежного покрова 8 — 10 см.

#### Радиационный баланс
Величина радиационного баланса составляет 50-52 ккал/см². В пределах территории района альбедо изменяется в широком диапазоне: от 6 — 8 % на поверхности водоёмов до 60 — 70 % на ледниках, зимой в котловинах составляет 20 — 30 %. Высоты альбедо связано с длительным залеганием и чистотой поверхности снега. Максимальное значение альбедо отмечается в утренние и вечерние часы.
На район приходится 110 — 120 ккал/см² суммарной радиации. Годовая сумма радиационного баланса на территории Улаганского района равна 32 ккал/см². Это высокогорный район и радиационный баланс уменьшается в результате увеличения отдачи тепла в атмосферу. Изменение радиационного баланса в течение суток и года предопределяет изменение температур, атмосферного давления, скорости ветра и др. метеорологических элементов. Температура воздуха на любой территории зависит от солнечной радиации, циркуляции атмосферы, характера подстилающей поверхности. Средняя годовая амплитуда температур в Улагане: −5,6 °C, в январе средняя температура −25...-26° С, абсолютный максимум в январе составляет -30...-32° С. В июле средняя температура +13...+14 °C.

#### Медико-климатическая характеристика
Улаганский район расположен между 50 и 51° с. ш. — оптимальная медико-климатическая характеристика ультрафиолетового режима (комфортный режим), максимальная полуденная высота Солнца 61 — 62° является чрезмерной биологической активностью Солнца (22 июня в день летнего солнцестояния), зимой (22 декабря) высота Солнца составляет 14 — 15°, УФ лучи не достигают земной поверхности (УФ дефицит). Изменение полуденной высоты Солнца в течение года составляет 47°.

### Почвы
На территории Чулышманского нагорья, относящегося к высокогорному поясу широко распространены горно-тундровые дерновые почвы, среднесуглинистые щебнистые на плотных коренных породах. Эти почвы сосредоточены в основном в верхней части высокогорного пояса, располагаясь выше горно-луговых или горно-лесных почв, они занимают склоны и отдельные различных форм вершины, а также речные и ледниковые долины. Формируются эти почвы в условиях низких температур (среднегодовая температура приземного слоя воздуха: +5...+6 °C) и значительного атмосферного увлажнения (годовая сумма осадков 1000 мм и более) под различными формациями высокогорной тундровой растительности: моховой и лишайниковой, кустарниково-ерниковой и можжевельниковой, травянисто-луговой, осоково-злаковой, луговой кобрезиевой, под растительными формациями высокогорной тундровой растительности — щебнистой и каменистой тундры.
Почвообразующими породами на положительных формах рельефа служат сильно щебнисто-каменистый элювий и делювий протерозойских метаморфических пород, слюдистых кварцитов и других коренных пород различного состава. Здесь же распространены горно-луговые альпийские и субальпийские почвы, а также они встречаются в верховьях Башкауса на значительном пространстве. Первые чаще всего развиваются на более теплых и менее увлажнённых южных склонах. Горно-луговые субальпийские почвы в отличие от горно-луговых альпийских развиваются в нижней части высокогорного пояса в полосе контакта лугов с темнохвойными лесами.
На Улаганском плоскогорье в лесной зоне весьма распространены горно-лесные бурые оподзоленные почвы, развивающиеся также в верхней части горно-лесной зоны Чулышманского плоскогорья. Климат в районе распространения горно-лесных бурых оподзоленных почв становится более континентальным и решающее значение в распределении почв по рельефу приобретает экспозиция склонов. В поясе распространения горно-лесных бурых оподзоленных почв преобладают зеленомошные, зеленомошно-разнотравные типы леса, реже разнотравные.
В верхней границе леса на северных склонах формируются в виде узкой полосы лесотундровые травянистые длительно — сезонно-мерзлотные, глубоко-гумусные оподзоленные почвы Профиль этих почв сильно промерзает и часто не оттаивает до окончания вегетационного периода. В средней части Башкаус узкой полосой протягиваются горно-лесные черноземовидные выщелоченные средне- и маломощные почвы Здесь хорошо развит травянистый ярус парковых лиственничных лесов. Разбросанными пятнами встречаются гидроморфные болотные почвы, формирующиеся преимущественно в депрессионных формах рельефа, в условиях избыточного группового или поверхностного увлажнения, представленного торфянисто-глеевыми и торфяными почвами. В речных долинах развиты горно-каштановые маломощные в сочетании с луговыми почвы, а также пойменно-лугово-болотные и болотные; в низовьях Чулышмана — пойменно-луговые почвы.

### Флора
Разнообразие растительного мира Улаганского района обусловлено контрастностью рельефа, климата и почв, а также положением на стыке различных биогеографических провинций. Здесь выделяется горностепная растительность, относящуюся к монголо-китайской формации, которая распространяется в межгорной Улаганской котловине, по долине Башкауса в его среднем течении, и по долине Чулышмана в его нижнем течении, горнотаежную, распространённую по всему среднегорью. Она входит в состав Урало-Сибирской формации и альпийсколуговую, а также горнотундровую из Алтайско-Саянской формации, которая характерна для Чулышманского плато и Шапшальского хребта.
Ландшафт степей состоит из густого и пышного разнотравья: ветреницы, горицвета сибирского, герани; из злаков — ковыль, мятлик степной и т. п. Лесная зона — самый распространённый тип ландшафта. В основном встречаются лиственничные и кедровоеловые леса. Заселённость территории составляет около 52 % всей площади и увеличивается с юго-востока на северо-запад. Вертикальной зональности подвержен и видовой состав древесных пород. Узкая полоса на границе леса и гольцов занята кустарниковой растительностью, которая сменяется изреженными низкорослыми кедровыми лесами, переходящими в сплошную кедровую тайгу в среднем и нижнем поясе с примесью пихты, в бассейне реки Чулышман в верхний пояс лесов входят лиственница.
Средний пояс лесов (до 1400—1500 м) в Прителецком участке представлен кедровопихтовыми и кедровыми лесами. Нижний пояс до высоты 800—1000 м представлен смешанным лесом (берёза, осина, сибирский кедр, пихта, сосна обыкновенная, рябина, тальник, черемуха и т. д.). В нижнем поясе на видовой состав влияет экспозиция склона, на южных склонах растёт берёза, сосна, лиственница, на северных — сибирский кедр, пихта, осина.
Разнообразна и богата кустарниковая растительность лесной зоны. Среди них крыжовник, смородина красная, смородина чёрная, шиповник, жимолость, можжевельник и др. Своеобразными спутниками лесной зоны являются обширные луговые поляны, они заняты густыми и сочными высокотравными лугами, в составе которых преобладают живокость высокая, володушка золотистая и др.
Высокогорный пояс Алтая образует субальпийские и альпийские луга, тундра и болота, где распространены ельники: моховые, лишайниковомоховые. моховотравяные. Субальпийские высокогорные луга представляют собой переход от горного редколесья к альпийским лугам Здесь широко распространены лугово-лесные травы из живокости, кипрея, иван-чая. Кустарниковые заросли субальпийского пояса из карликовой берёзы и ивы образуют плотный ярус в сочетании с разреженными группами деревьев вблизи верхней границы леса.
В целом богатая и разнообразная флора насчитывает 1477 видов высших (сосудистых) растений, выявленных к настоящему времени и около 300 видов лишайников. Списки представителей грибов, водорослей и мхов, ещё недостаточно изучены.
Растительный мир подробно изучается на территории Алтайского государственного заповедника, занимающего половину территории района.

### Фауна
Животный мир Улаганского района богат и разнообразен. Здесь обитает более 70 видов млекопитающих, среди которых большое количество охотничье-промысловых видов с высокой плотностью На территории района обитают маралы, косули, кабарга, сибирский горный козел, кабан и т. д. Здесь много хищных зверей: медведь, волк, лисица, росомаха, барсук, соболь, американская норка, горностай, рысь. Реже встречаются степной хорь и солонгой. Велико разнообразие птиц. Вместе с залетными зарегистрировано пребывание 323 вида из разных отрядов: гагарообразные, веслоногие, аистообразные, фламингообразные гусеообразные, соколообразные, совообразные, стрижеобразные, ракшеобразные, дятлообразные, воробьинообразные.

### Особо охраняемые территории
На территории Улаганского района имеется 16 объектов, относящихся к особо охраняемым территориям Республики Алтай. Есть множество территорий, имеющих местное значение. В районе находятся 3 категории из 4-х охраняемых территорий и объектов Республики Алтай, которые соответствуют рекомендациям, разработанным комиссией Международного союза охраны.

#### Памятники природы
К этой категории на территории Улаганского района отнесены перевалы, водопады, подземные источники, озёра и ландшафтные участки — Чулышманский и Чибитский источники, Чулышманский ландшафтный участок, морена у пос. Чибит, Красные ворота, урочище Пазырык, водопад Ачелманский, озёра Кок-Коль, Сарушу-Коль, Бланду-Коль, Джулуколь,  Чейбек-Коль (Мертвое), Узун-Коль.
Территории, получившие статус Всемирного наследия ЮНЕСКО —  Алтайский заповедник и Телецкое озеро.

#### Алтайский государственный природный заповедник
Заповедник был учреждён в 1932 году. В настоящее время он занимает площадь 871 212 га, что составляет 9,4 % всей территории Республики Алтай. Это один из наиболее крупных заповедников России, включающий в себя побережье Телецкого озера, своеобразные ландшафты, десятиметровые каменные «грибы» — останцы, каскады водопадов, которых в заповеднике около полутора сотен и многие другие природные объекты, поражающие своей первозданной красотой и таинственной притягательной прелестью.
По видовому разнообразию растений заповедник занимает второе место после Кавказского. Из полутора тысяч обитающих здесь видов более 250 относятся к Алтае-Саянским эндемикам, 120 видов реликты различных эпох палеоген-неогенового и четвертичного периодов. Из 136 видов растений, лишайников и грибов, занесённых в Красную книгу Республики Алтай, 49 видов отмечены в Алтайском заповеднике, из них 41 вид цветковых растений, 5 видов папоротниковидных, 1 вид плауновидных, 2 вида лишайников. Кроме того, территория заповедника богата резервами ценных лекарственных и пищевых растений.
На территории Алтайского заповедника обитают 59 видов животных, внесённых в Красную книгу Республики Алтай, при этом 15 видов имеют здесь основные места обитания.
На заповедной территории проводят научные исследования учёные ряда ведущих институтов России (Московский, Томский государственные университеты, Институт леса и древесины СО РАН России, Институт систематики и экологии животных СО РАН, Западно-Сибирское отделение гидрометслужбы, Алтайский институт садоводства и др.), проходят производственную и преддипломную практики студенты из Москвы, Екатеринбурга, Тюмени, Томска, Красноярска, Барнаула, Бийска, Иркутска и других городов. Однако, студенты Горно-Алтайского государственного университета бывают здесь только как отдыхающие.

## История

### Археологические памятники
На основе памятников VI — II вв. до н. э. учёные выделили пазырыкскую археологическую культуру. Своё название эта культура получила от всемирно известных курганов в урочище Пазырык у села Балыктуюль Улаганского района. Погребения были обнаружены экспедицией из Ленинграда, возглавляемой доктором исторических наук С. И. Руденко в 1929 году, а остальные четыре исследования проведены в конце 1940-х годов. Сделанные находки имеют огромную научную ценность и являются уникальными музейными экспонатами. Они выставлены в Пазырыкском зале Государственного Эрмитажа в Санкт-Петербурге.
В 2001 году из федерального бюджета были выделены средства на создание проекта музейного комплекса «Пазырык».

## Население
| 1897    | 1916    | 1920    | 1926    | 1933    | 1939    | 1959    | 1970    | 1979    |
| ------- | ------- | ------- | ------- | ------- | ------- | ------- | ------- | ------- |
| 2415    | ↗4451   | ↘2848   | ↗3368   | ↗3793   | ↗4443   | ↘4055   | ↗9324   | ↗9340   |
| 1989    | 2002    | 2003    | 2004    | 2005    | 2006    | 2007    | 2008    | 2009    |
| ↗11 212 | ↗11 581 | ↘11 553 | ↘11 501 | ↗11 800 | ↗11 900 | ↗12 100 | ↗12 141 | ↗12 234 |
| 2010    | 2011    | 2012    | 2013    | 2014    | 2015    | 2016    | 2017    | 2018    |
| ↘11 388 | ↘11 375 | →11 375 | ↗11 500 | ↘11 308 | ↗11 361 | ↗11 375 | ↗11 463 | ↗11 574 |
| 2019    | 2020    | 2021    |         |         |         |         |         |         |
| ↗11 667 | ↗11 761 | ↘11 623 |         |         |         |         |         |         |

По данным Всероссийской переписи населения 2021 года: 
| Народ   | Численность, чел. | Доля от всего населения, % |
| ------- | ----------------- | -------------------------- |
| алтайцы | 9 846             | 84,71 %                    |
| русские | 1 316             | 11,32 %                    |
| казахи  | 320               | 2,75 %                     |
| другие  | 141               | 1,21 %                     |
| всего   | 11 623            | 100,00 %                   |

Согласно прогнозу Минэкономразвития России, численность населения будет составлять:
- 2024 — 12,58 тыс. чел.
- 2035 — 13,84 тыс. чел.

## Муниципально-территориальное устройство
В Улаганском районе насчитывается 13 населённых пунктов в составе 7 сельских поселений:
| № | Сельские поселения                | Административный центр | Количество населённых пунктов | Население | Площадь, км² |
| - | --------------------------------- | ---------------------- | ----------------------------- | --------- | ------------ |
| 1 | Акташское сельское поселение      | село Акташ             | 1                             | ↘2113     | 34,00        |
| 2 | Балыктуюльское сельское поселение | село Балыктуюль        | 2                             | ↗1599     | 4257,00      |
| 3 | Саратанское сельское поселение    | село Саратан           | 2                             | ↗1058     | 7509,00      |
| 4 | Улаганское сельское поселение     | село Улаган            | 1                             | ↗4203     | 447,00       |
| 5 | Челушманское сельское поселение   | село Балыкча           | 4                             | ↘1038     | 4172,00      |
| 6 | Чибилинское сельское поселение    | село Чибиля            | 2                             | ↗1086     | 752,00       |
| 7 | Чибитское сельское поселение      | село Чибит             | 1                             | ↘526      | 1223,00      |

| №  | Населённый пункт | Тип  | Население | Муниципальное образование         |
| -- | ---------------- | ---- | --------- | --------------------------------- |
| 1  | Акташ            | село | ↘2113     | Акташское сельское поселение      |
| 2  | Балыктуюль       | село | ↘1340     | Балыктуюльское сельское поселение |
| 3  | Балыкча          | село | ↗863      | Челушманское сельское поселение   |
| 4  | Беле             | село | →30       | Челушманское сельское поселение   |
| 5  | Кара-Кудюр       | село | ↘344      | Чибилинское сельское поселение    |
| 6  | Кок-Паш          | село | ↗33       | Челушманское сельское поселение   |
| 7  | Коо              | село | ↗236      | Челушманское сельское поселение   |
| 8  | Паспарта         | село | ↗278      | Балыктуюльское сельское поселение |
| 9  | Саратан          | село | ↘749      | Саратанское сельское поселение    |
| 10 | Улаган           | село | ↗4203     | Улаганское сельское поселение     |
| 11 | Чибиля           | село | ↗699      | Чибилинское сельское поселение    |
| 12 | Чибит            | село | ↘526      | Чибитское сельское поселение      |
| 13 | Язула            | село | ↘247      | Саратанское сельское поселение    |

## Экономика
Основные виды экономики в районе: цветная металлургия, лесозаготовка, деревопереработка, мясное скотоводство, козоводство, овцеводство, коневодство (выращивание чубарых лошадей), садоводство, сбор лекарственно-технического сырья. Население в трудных условиях выращивает крупнорогатый скот, по наличию коз и производству пуха район занимает второе место в Республике Алтай.
Акташское горно-металлургическое предприятие в настоящее время не функционирует.

## Достопримечательности
В настоящее время на территории района под особым контролем природоохранных органов республики находятся Алтайский заповедник и Шавлинский заказник.
- Водопад Учар;
- Перевал Кату-Ярык;
- Телецкое озеро;
- Красные ворота;
- Мёртвое озеро (Чёйбекколь);
- Памятник легендарному герою Кезер-Ташу. Установлен в 2013 году;[24]
- Гейзерное озеро.

## См также
- Пазырыкская культура
- Административное деление Республики Алтай